# Лисель-галсовый узел
Ли́сель-га́лсовый у́зел (от нидерл. lijzeil и hals; англ. Buntline Hitch) — морской временный соединяющий надёжный узел, применяемый на парусном корабле для поднятия внутренней стороны прямого паруса при его убирании. Является выбленочным узлом, завязанным ходовым концом троса на коренном способом, обратным узлу «штык». Состоит из пары узлов «полуштык» один внутри другого так, чтобы при затягивании ходовой конец прижимался к объекту. Лисель-галсовый узел — надёжнее узла «штык», но труднее развязывать. Первоначально использовали для крепления тросов к кренгельсам в футропе (нижнем крае) прямого паруса и применяли для поднятия стропов паруса вверх к рее. Также используют в качестве узла «Четвёрка» для мужского галстука.
Лисель-галсовый узел, как и простой штык, являются узлами и завязаны вокруг своего же коренного конца троса. Отличают от выбленочного узла, который, хотя и имеет схожий рисунок, однако является штыком и завязан на опоре, а если снять с опоры, то теряет форму и распадается.

## Способ завязывания

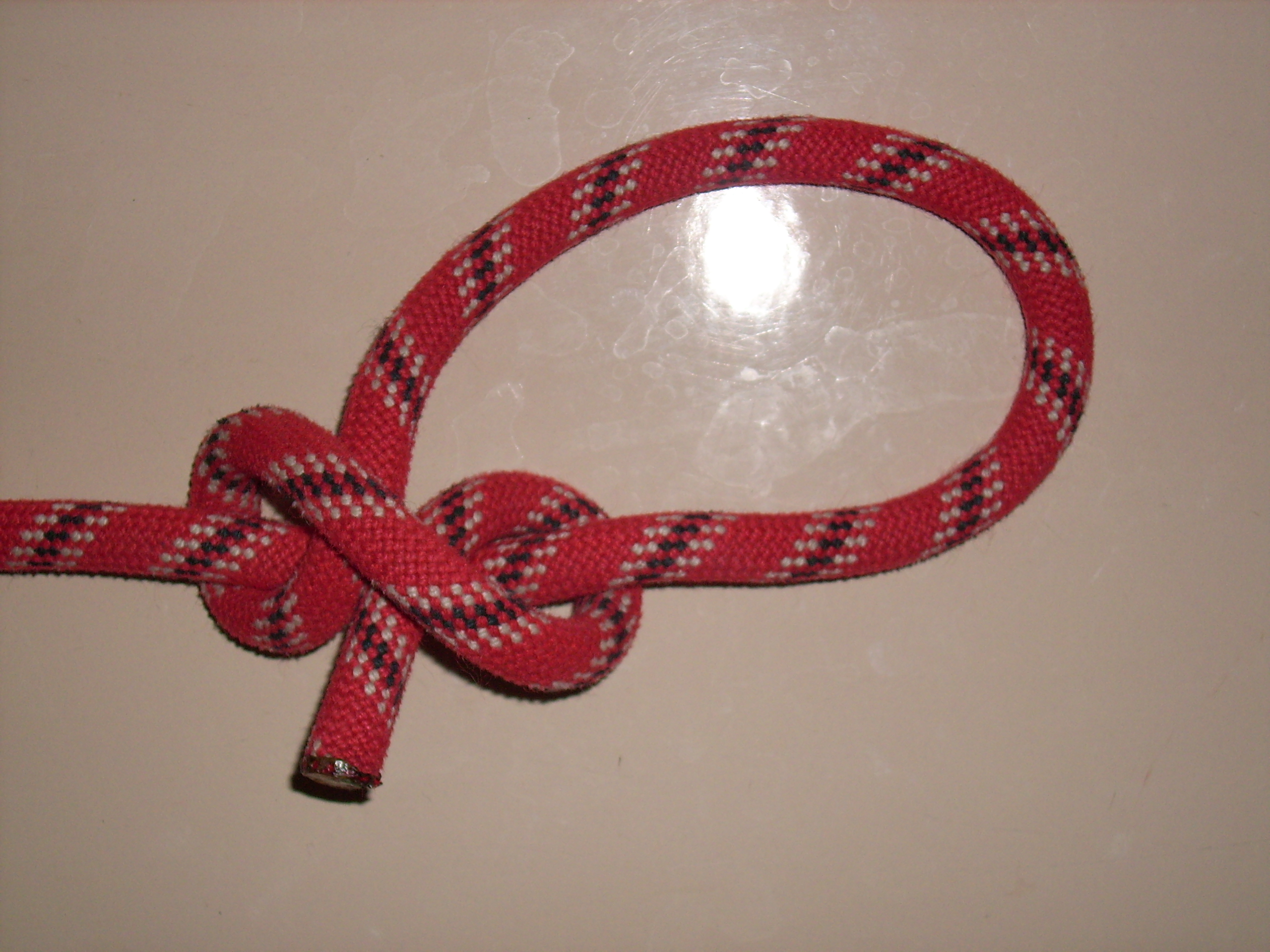
1. Завязать выбленочный узел ходовым концом троса на коренном.
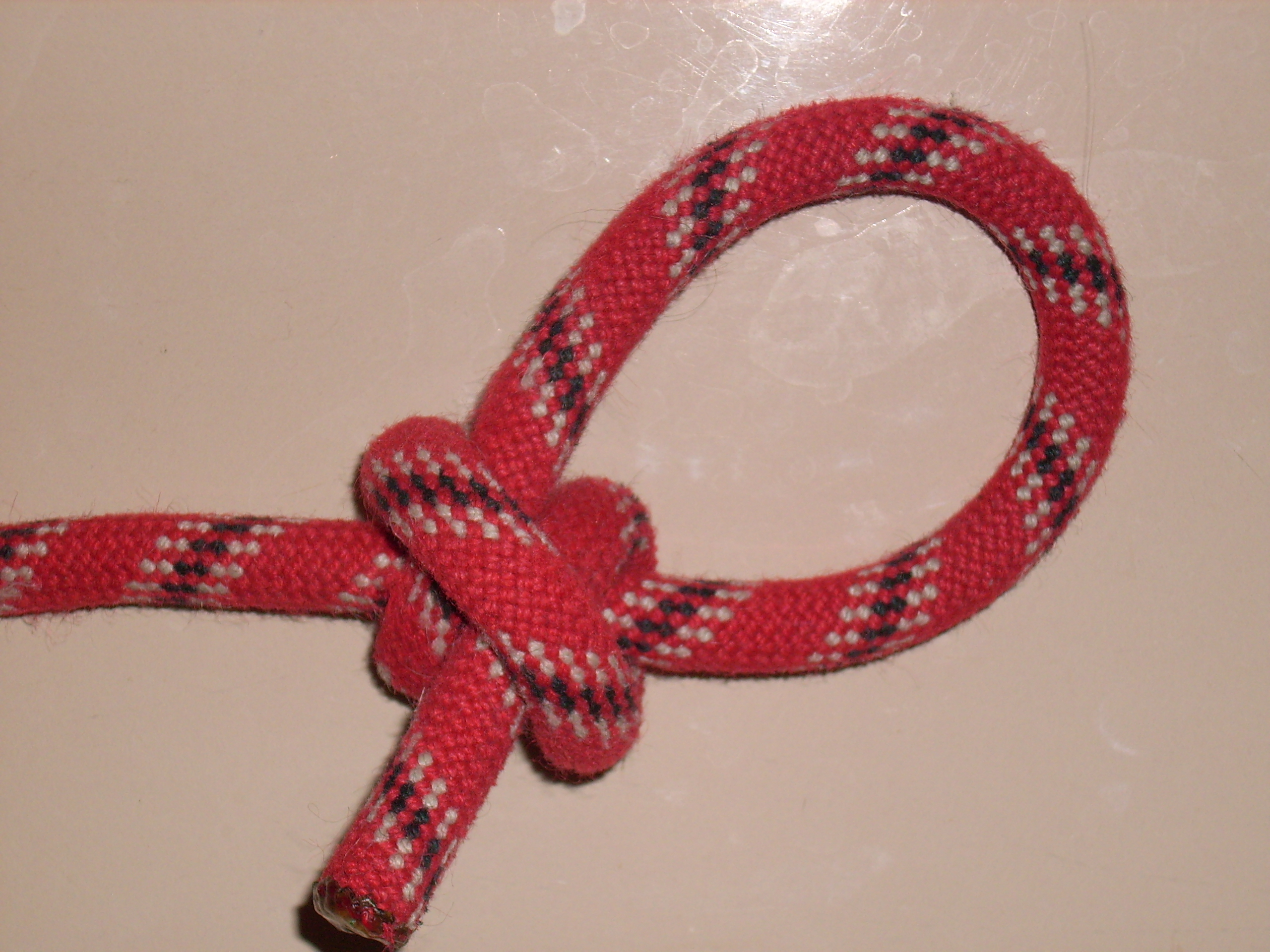
2. Затянуть.

## Признаки
Плюсы
- Узел — прост
- Узел — надёжен

Минусы
- Сильно затягивается
- Трудно развязывать

## Применение
В морском деле
- Применяют для крепления тросов к кренгельсам в футропе прямого паруса
- Для поднятия стропов паруса вверх к рее

В быту
- Для завязывания мужского галстука узлом «Четвёрка»
- Используют как мясничий узел для подвеса солонины; мясниками признаётся одним из лучших узлов
- Если добавлена петля для более лёгкого развязывания, то используют для временного привязывания лошади, или зачаливания небольшой лодки

В рыболовстве
- При рыбной ловле применяют лисель-галсовый узел для привязывания рыболовной лески к вертлюжку[24]

## Фотогалерея

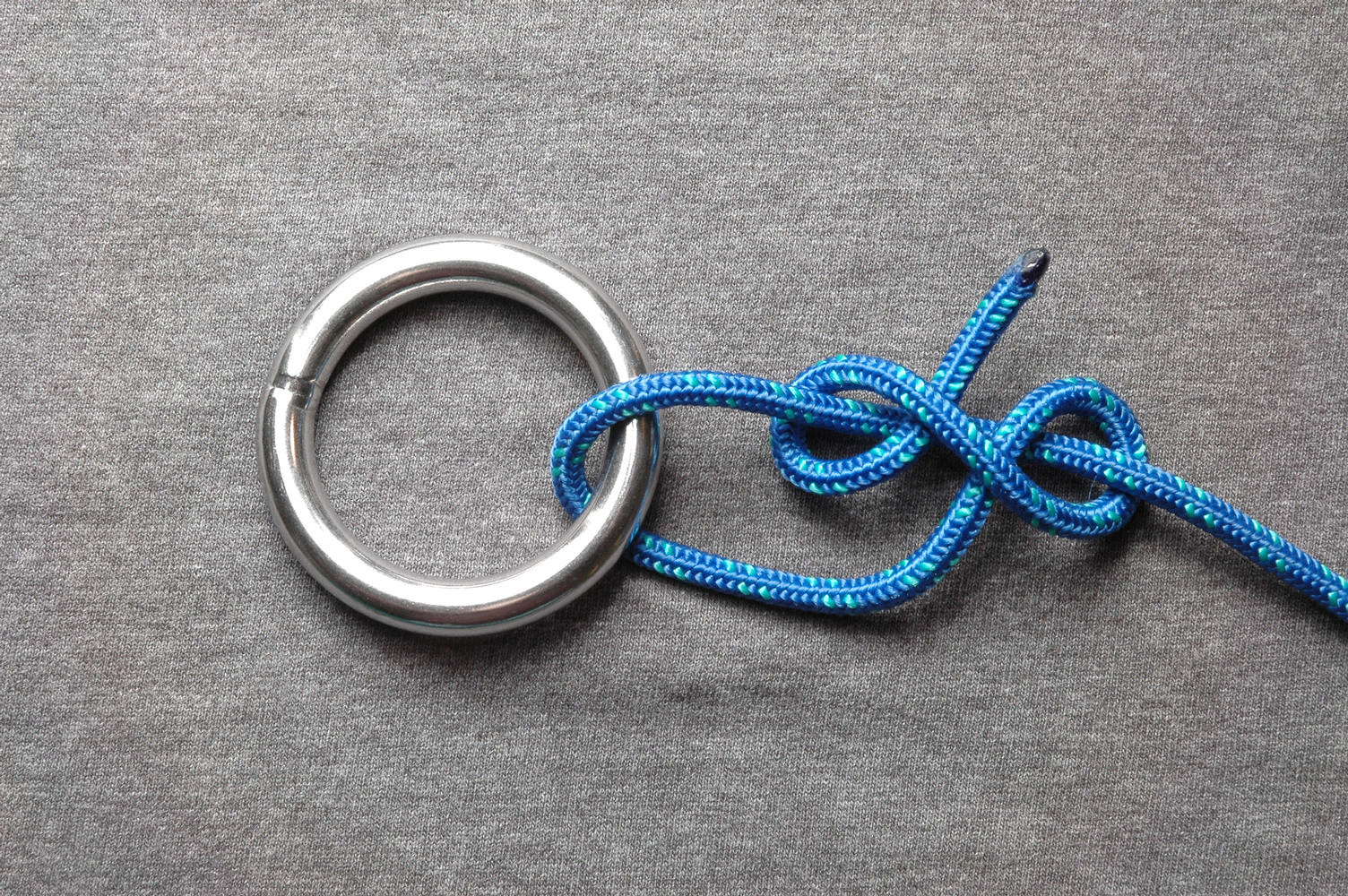
Незатянутый лисель-галсовый узел на рыме
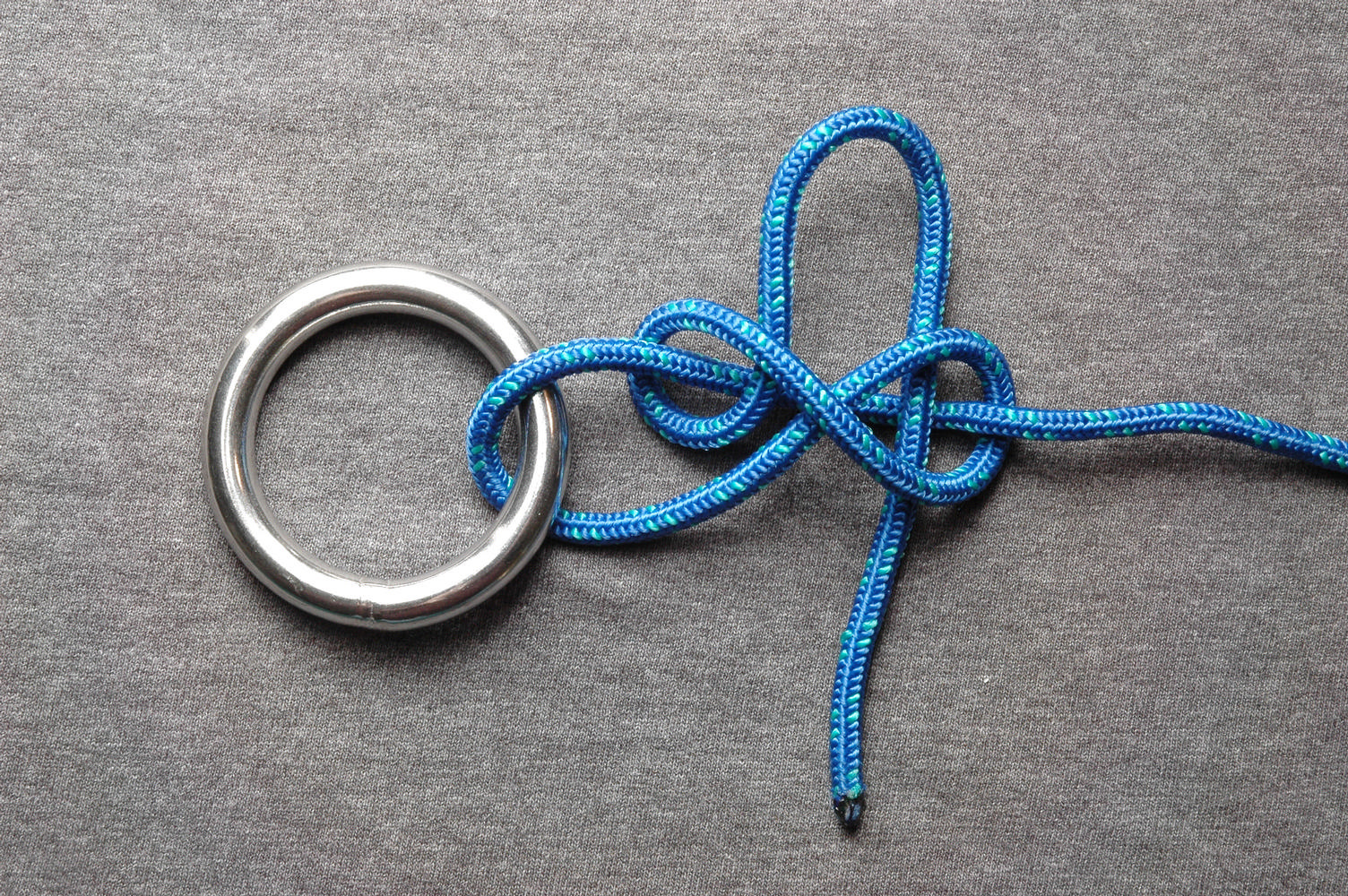
Незатянутый развязываемый лисель-галсовый узел на рыме
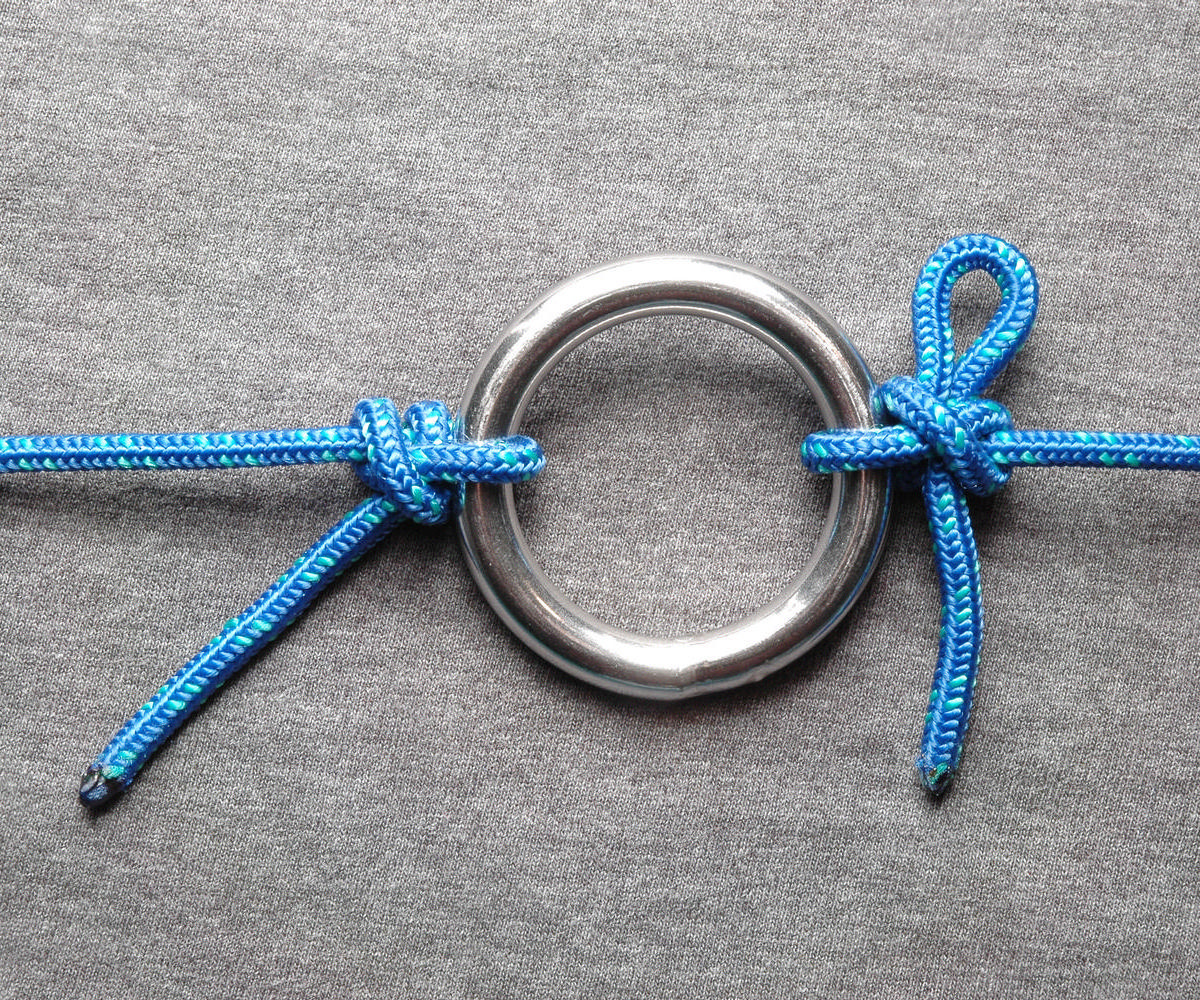
Слева — лисель-галсовый узел, справа — развязываемый лисель-галсовый узел